# آزار روانی
آزار روانی، (به انگلیسی: Psychological abuse) که اغلب به آن سوءاستفاده عاطفی نیز گفته می‌شود، نوعی سوءاستفاده است که توسط یک فرد به یک فرد دیگر اعمال می‌شود و ممکن است منجر به آسیب روانی، از جمله اختلال اضطرابی، کج‌خلقی، یا اختلال اضطراب پس از سانحه شود.
اغلب با موقعیت‌های عدم تعادل قدرت در روابط توهین‌آمیز همراه است و ممکن است شامل قلدری، گسلایتینگ و زورگویی در محل کار باشد. همچنین ممکن است توسط افرادی که شکنجه، خشونت‌های دیگر، نقض حاد یا طولانی‌مدت حقوق بشر، به‌ویژه بدون رسیدگی قانونی مانند بازداشت نامحدود، اتهامات غلط، محکومیت‌های غلط و افتراهای شدید انجام می‌دهند، مانند مواردی که توسط دولت و رسانه‌ها انجام می‌شود، انجام شود.